# Aktiv und Passiv im Deutschen
Aktiv und Passiv sind die beiden „Handlungsrichtungen“ oder Diathesen in der Konjugation des Verbs in der deutschen Grammatik. Sie werden in der traditionellen Grammatik auch Tätigkeitsform und Leideform genannt.
Der Ausdruck des Passivs erfolgt im Deutschen nicht durch eine Wortform des Verbs im engeren Sinn, sondern in der Regel durch eine Kombination mit Hilfsverben, vor allem werden und bekommen zusammen mit der sogenannten Partizipform des Verbs (z. B. wird gefressen). Diese Konstruktionen werden im weiteren Sinn aber mit unter die Konjugation des Verbs gerechnet („periphrastische Konjugation“). Das Aktiv hat keine eigenständige Markierung, sondern versteht sich als Abwesenheit einer Passivmarkierung.
Das Aktiv fungiert im Deutschen als „Normalform“ des Verbs. In Aktivsätzen, die Handlungen beschreiben, erhält der handelnde Teilnehmer, der das Ereignis verursacht (das sogenannte Agens), eine hervorgehobene Position als Subjekt. Die Funktion des Passivs ist es dann, die normale grammatische Darstellung dieser Verbergänzung zu unterdrücken, die im Aktiv die Subjektstelle besetzen würde. Sie fällt zunächst weg, kann aber wahlweise mit einer Präposition als weglassbare Angabe wieder eingeführt werden (in Fettschrift markiert):
- „Die Katze fraß die Maus.“
- „Die Maus wurde gefressen.“
- „Die Maus wurde von der Katze gefressen.“

In diesem Beispiel sieht man auch, dass der Teilnehmer, der in dem Ereignis eine Veränderung erfährt (Patiens oder Thema genannt) und der in solchen transitiven Aktivsätzen Objekt wird, im Passiv dann in die Subjektposition aufgerückt ist (kursiv gesetzt). Dieses Aufrücken eines Akkusativobjekts ist für das Passiv etwas Typisches, tritt jedoch nicht in allen Arten von Passivkonstruktionen auf.
Der folgende Artikel behandelt Erscheinungsformen des Passivs im Deutschen und die Herleitung der Eigenschaften von Passivsätzen auf Grundlage des jeweils entsprechenden Aktivsatzes. Für eine allgemeine Einordnung des Passivs gegenüber verwandten Kategorien siehe den Artikel Diathese (Linguistik). Zur Wahl von Subjekt und Objekt im Aktivsatz siehe unter Semantische Rolle.

## Allgemeines zur Definition von Aktiv und Passiv

### Aktiv
Die Bezeichnung „Aktiv“ und die in der Schulgrammatik verbreitete Eindeutschung „Tätigkeitsform“ scheinen, wörtlich genommen, nahezulegen, dass Aktivsätze solche Sätze sind, die „Tätigkeiten“ bezeichnen. Zumindest im System des Deutschen ist dies jedoch keine zutreffende Definition des Aktivs, so dass die traditionellen Bezeichnungen hier eigentlich irreführend sind. Denn Verben wie z. B. zusammenbrechen, herausfallen, gefrieren, erleiden, finden, bekommen, heißen, liegen (isb. von Gegenständen), übrigbleiben bezeichnen keine „aktiven Tätigkeiten“, aber bilden genauso eindeutige Fälle von Aktivsätzen.
Beim Aktiv handelt es sich stattdessen einfach um die „Normalform“ des Verbs; im Wesentlichen ist ein Aktiv also alles, was nicht passiviert wurde. Daher sind die Typen von Aktivsätzen genauso vielfältig, wie es die Verben selbst sind, und es ergibt sich keine inhaltliche Beschreibung für die Kategorie Aktiv. (Dies kann in anderen Sprachen anders sein, insbesondere im Altgriechischen, für das die Kategorien der traditionellen Grammatik ursprünglich aufgestellt wurden; siehe hierzu Diathese (Linguistik) #Das Medium des Altgriechischen sowie dort auch #Der Sonderfall „Aktiv“.)
Ebenso wie Verben verschiedene Bedeutungen haben, verlangen sie auch Ergänzungen – hier (eindeutiger) auch „Argumente“ genannt – in verschiedener Art und Anzahl. Daher ist auch keine einfache Aussage über einen Bedeutungsgehalt der Funktionen Subjekt bzw. Objekt möglich und auch keine Voraussage darüber, welche Art von Subjekt ein Aktivsatz haben müsste. Nur die relative Anordnung der Argumente als Subjekt und Objekt in einem bestimmten Satz folgt einer allgemeingültigen Hierarchie von Bedeutungseigenschaften (siehe hierzu den Artikel Semantische Rolle). Es ergibt sich dann nur: Wenn in einem Satz ein aktiv handelnder Teilnehmer (fachsprachlich: Agens) vorkommt, dann hat dieses Argument das Vorrecht auf die Subjektposition im Aktivsatz. Sonst wird das nächstbeste Argument Subjekt.

### Definition des Passivs
Das Passiv bewirkt eine Abwandlung dieser normalen grammatischen Darstellung der Argumente (was in diesem allgemeinen Sinn dann eine Diathese genannt wird). Das Passiv ist daher eine abgeleitete Form, deren Beschreibung an der Beschreibung des jeweiligen Verbs im Aktiv ansetzt. Es gibt unterschiedliche Aspekte, die gemeinhin angeführt werden, um die Kategorie Passiv zu erklären:
- Die Passivform führe zur „Verschweigung des Täters“ einer Handlung, sie wird dann auch als die „täterabgewandte“ Verbform bezeichnet.[5]
- Im Passiv werde das Ereignis vom Patiens her betrachtet[6] (d. h. von dem Teilnehmer her, der eine Einwirkung oder Veränderung erfährt). Dies führt zu der traditionellen Bezeichnung „Leideform“ für das Passiv.

Der zweite Punkt kann jedoch nicht für eine Definition des Passivs benutzt werden, denn nicht jeder Passivsatz enthält ein solches Patiens. Vor allem ein unpersönliches Passiv (wie „Jetzt wird wieder gearbeitet“) muss gar keinen weiteren Teilnehmer enthalten, ist aber zweifellos auch ein Passiv (siehe den eigenen Abschnitt weiter unten). Umgekehrt ist zu beachten, dass die Typen möglicher Aktivsätze so vielfältig sind, dass es auch Aktivsätze gibt, auf die die Beschreibung zutrifft, dass die Situation „vom Leidenden her betrachtet wird“:
```
Mehrere Mitarbeiter 
erlitten
 Gesundheitsschäden.
```

Dieses Verb kann sogar passiviert werden. In diesem Beispiel wird also der leidende Teilnehmer durch die Passivierung gerade aus der Subjektposition entfernt:
```
Wenn keine Körperschäden 
erlitten wurden
, ist das Formular „Antrag auf Sachschadenersatz“ zu verwenden.
```

Anstatt inhaltlicher Beschreibungen ist also eine Definition mithilfe grammatischer Begriffe nötig:
- Definierend für das Passiv ist, dass das jeweils ranghöchste Argument des Verbs, das im Aktiv als Subjekt erscheinen würde, nicht mehr mit der Subjektstelle verbunden wird. Es bleibt im Satz unausgedrückt oder wird nur optional mit einer Präposition eingeführt.
- Als Folge davon kann im Passiv ein anderes Argument an die Subjektposition aufrücken („persönliches Passiv“). Dies gilt (im gewöhnlichen, werden-Passiv) aber nur für ein Akkusativobjekt des Aktivs.

Es trifft jedoch zu, dass einschränkende Bedingungen existieren, die mit semantischen Rollen wie Agens erfasst werden können: Viele Verben, deren Subjekt kein Agens ist, können tatsächlich nicht passiviert werden (mehr dazu siehe unten) – aber, wie im Fall „erleiden“, einige eben doch. Beim Gebrauch des Passivs finden sich auch durchaus Effekte eines Perspektivenwechsels, in Abhängigkeit von Subjektwahl, Wortstellung, Betonung und anderen Eigenschaften, die mit dem eigentlichen Passiv verbunden auftreten. Diese werden weiter unten im Abschnitt zu den Textfunktionen des Passivs behandelt.
Gemäß der gerade gegebenen Beschreibung bewirkt das Passiv in seiner Reinform also keine Bedeutungsveränderung eines Verbs, sondern nur eine Abwandlung in der grammatischen Darstellung seiner Argumente (zu Konstruktionen, die nicht der „Reinform“ des Passivs entsprechen, siehe den späteren Abschnitt Weitere passivähnliche Konstruktionen). Konstruktionen, in denen keine ausdrückliche Passivierung im Sinne einer grammatischen Form vorliegt, sondern bei denen aufgrund der beteiligten Verbbedeutungen ein Agens grundsätzlich ungenannt bleibt, werden als Aktiv eingeordnet, etwa: „in Verdacht geraten“ (ähnlich: „verdächtigt werden“). Siehe auch den späteren Abschnitt Abgrenzung zum Antikausativ.

## Typen des Passivs im Deutschen

### Passiv transitiver Verben mit „werden“
Das typischste Beispiel für die Anwendung des oben allgemein beschriebenen Mechanismus ist die Ableitung eines Passivsatzes wie Der Rasen wird gemäht, also das sogenannte werden-Passiv. Die Ableitung beginnt mit einer Darstellung des Aktivs:
```
Aktivsatz: 
Der Vater mäht den Rasen.
```

Argumente des Verbs
mähen (x,y)
x = Verursacher (Agens) als Subjekt,
y = veränderter Gegenstand (Thema) als direktes Objekt
```
Passivierung: 
Der Rasen wird [vom Vater] gemäht.
```

Argumente des passivierten Verbs
mähen ( [x], y),
[x = Agens unterdrückt]
y = Thema als Subjekt.
In der passivierten Form wird das Agens von „mähen“ nicht mehr an die Subjektstelle gesetzt, es ist aus der Wortbedeutung des Verbs jedoch weiterhin erschließbar und wird daher als implizites Argument bezeichnet, das in der logischen Darstellung als eine Variable x erhalten bleibt. Dieses kann auch mithilfe der Präposition von aufgegriffen werden; in Grammatiken wird ein solcher Ausdruck teils als Adverbial eingeordnet und ist jedenfalls kein „Kern-Argument“ des Satzes mehr.
Das transitive Verb (etwas) erleiden verhält sich genauso wie das Beispiel mähen, auch wenn die Rolle des Subjekts nicht als „Täter“ / Agens beschrieben werden kann; entscheidend ist die Hierarchie der beiden Argumente.
Somit bezeichnet die (unmarkierte) Aktivform des Verbs die normale Abbildung von Argumenten auf grammatische Positionen, die Passivform bezeichnet eine Abwandlung dieser Abbildung (eine Diathese).

### „Langes Passiv“
Eine auffällige Sonderform des werden-Passivs sind Konstruktionen, die als „langes Passiv“ oder Fernpassiv bezeichnet werden, zum Beispiel:
```
Der Wagen wurde zu reparieren versucht.

Der Arzt wurde kommen gelassen.
```

Formell erscheinen hier nur versuchen bzw. lassen in der passivierten Form, das abgeleitete Passivsubjekt Wagen bzw. Arzt wäre aber kein Objekt dieser Verben für sich genommen. Die Passivkonstruktionen entstehen dadurch, dass in Wirklichkeit nicht ein einzelnes Verb passiviert wird, sondern dass ein zusammengesetztes Prädikat aus mehreren Verben im Ganzen einer Passivierung unterworfen wird. Der Verbkomplex wird also wie ein einziges transitives Verb behandelt, obwohl seine Argumente sinngemäß verschiedenen Verben zuzuordnen wären.
- Aktiv: kommen-lassen (x,y)

wobei x das Agens von lassen ist und y das Argument von kommen
Passiv: wird kommen-gelassen ([x], y)
- Aktiv: zu-reparieren-versuchen (x,y)

wobei x das Agens von versuchen und von reparieren ist; y das Thema von reparieren
Passiv: wird zu-reparieren-versucht ([x], y)
Mehr zu diesem Phänomen des Verbkomplexes findet sich unter dem Stichwort Kohärente Konstruktion.

### Unpersönliches Passiv: Passiv von intransitiven Verben
Im Deutschen kann das Passiv auch von Verben gebildet werden, die kein Objekt oder kein direktes Objekt (Akkusativobjekt) haben. In diesem Fall entsteht ein sogenanntes unpersönliches Passiv, in dem das Verb sogar auch ohne jede Ergänzung stehen kann, nämlich wenn das einzige Argument des Verbs vom Passiv unterdrückt wurde:
```
Aktivsatz: 
Man darf hier nicht rauchen.

Passivierung: 
Hier darf nicht geraucht werden.
```

Argumente des Verbs
rauchen (x) (intransitive Variante)
Passivierung
rauchen ( [x] ) (das einzige Argument ist unterdrückt und muss nicht im Satz erscheinen).
Die unterschiedlichen Formen von Passivsätzen zeigen also weiterhin den Unterschied zwischen transitiven Varianten von „rauchen“ (im ersten Beispiel unten) und intransitiven (im zweiten Beispiel):
1. „Es wurden Zigarren geraucht.“
2. „Hier darf nicht geraucht werden.“

Je nach Terminologie kann unter „intransitiv“ auch ein Verb verstanden werden, dass zwar Objekte hat, aber kein Akkusativobjekt. Auch diese Verben werden passiviert, ohne dass die Subjektstelle neu besetzt wird. Sie werden auch als unpersönliches Passiv oder als eigener Typ neben dem unpersönlichen Passiv geführt.
```
Viele Leute halfen mir.
 → 
Mir wurde von vielen Leuten geholfen.

Eine unabhängige Kommission entscheidet darüber.
 → 
Darüber wird von einer unabhängigen Kommission entschieden.
```

Ein Dativ- bzw. Präpositionalobjekt wie hier mir bzw. darüber wird also nicht zu einem Subjekt in einem abweichenden Kasus, auch wenn diese Satzteile im Passiv vorangestellt werden. Die Voranstellung bei den obigen Beispielen führt ins Vorfeld des Satzes, das unabhängig von der grammatischen Funktion Subjekt ist.

### Passiv mit „bekommen“
Ein Passiv kann auch mit den Hilfsverben bekommen und (umgangssprachlicher) kriegen gebildet werden; mit Einschränkungen kommt auch erhalten vor. Diese Variante des Passivs wird als bekommen-Passiv, „Rezipientenpassiv“, „Dativpassiv“, seltener auch „Adressatenpassiv“ bezeichnet. Es wurde erst verhältnismäßig spät als Kategorie in der deutschen Grammatik anerkannt.
Genauso wie das Passiv mit werden führt es zur Tilgung des ranghöchsten Arguments, seine Besonderheit ist jedoch, dass das Akkusativobjekt unverändert erhalten bleibt und stattdessen ein Dativobjekt in die Subjektposition aufrückt:
```
Aktivsatz: 
Der Lehrer nahm dem Schüler das Handy ab.
```

Argumente des Verbs abnehmen (x,y,z)
• x = Verursacher (Agens) als Subjekt,
• y = Besitzer od. negativ Betroffener als Dativ-Objekt,
• z = übertragener Gegenstand (Thema) als Akkusativ-Objekt
```
Passivierung: 
Der Schüler bekam das Handy [vom Lehrer] abgenommen.
```

Argumente des passivierten Verbs: abnehmen ( [x], y, z),
• Agens unterdrückt
• y = Besitzer / negativ Betroffener als Nominativ-Subjekt
• z wie oben
Gerade in der Kombination bekommt es weggenommen ist sichtbar, dass bekommen hier als Hilfsverb dient und nicht in seiner normalen Bedeutung als Vollverb.
Gebildet wird diese Variante des Passivs von vielen Verben, die sowohl Dativ- als auch Akkusativobjekt haben. Verben, die einen Dativ als einziges Objekt bei sich haben, nehmen in unterschiedlichem Ausmaß an dieser Konstruktion teil (hier gibt es auch schwankende Beurteilungen bei einzelnen Beispielen):
```
Die Leute applaudierten ihm –– Er bekam applaudiert.

Die Leute widersprachen ihm –– ? Er bekam widersprochen.

Der Mann glich ihm –– (NICHT) * Er bekam geglichen.
```

Das bekommen-Passiv erlaubt keine unpersönlichen Konstruktionen; für diese ist immer das Hilfsverb werden zuständig.

## Passiv und Transitivität
Durch Passivierung reduziert sich die Zahl der Argumente, die ein Verb im Satz bei sich hat. In Bezug auf die grammatische Oberfläche kann daher von einer Detransitivierung, einer Reduktion von Transitivität, gesprochen werden. In Bezug auf die Bedeutung ist aber ein transitives Verb, das passiviert wird, immer noch als ein grundsätzlich transitives Verb erkennbar, nur in einer anderen grammatischen Konstruktion. Das unausgedrückte Argument wird zusätzlich zum sichtbaren Argument immer noch mitverstanden.
Neben der Unterdrückung des ranghöchsten Arguments zeigt das Passiv ein besonderes Zusammenspiel mit Akkusativobjekten, bzw. beim bekommen-Passiv mit Dativobjekten: Deren Kasus kann „absorbiert“ werden, d. h. diese Kasusrektion des Verbs verschwindet. Manchmal werden überhaupt nur solche Verben als transitiv bezeichnet, deren Akkusativ im Zuge einer Passivierung mit werden absorbiert werden kann (vgl. den Abschnitt #Verben ohne Passiv).
Dennoch ist es so, dass ein Passivsatz selbst eine transitive Konstruktion sein kann, d. h. eine Konstruktion mit Akkusativobjekt. Zum einen gilt es wie gesagt für die Mehrzahl der Konstruktionen mit bekommen, dass sie noch ein Akkusativobjekt haben; hier wird nur der Dativ absorbiert. Zum anderen gibt es im Deutschen einige Verben mit zwei Akkusativobjekten; im Passiv wird eines der beiden zum Subjekt, das andere Akkusativobjekt bleibt erhalten:
```
Wenn jemand mich so einen Quatsch fragt
 
…
 
→ 
Wenn ich so einen Quatsch gefragt werde
 
…
```

Meistens kann bei solchen Verben nur das belebte Akkusativobjekt in ein Passivsubjekt umgewandelt werden.
Schließlich ist manchmal ein Passiv mit einem Reflexiv sich möglich, was dann als unpersönliches Passiv eingeordnet wird. Solche Sätze (und reflexive Sätze überhaupt) werden nicht einhellig als transitiv betrachtet, aber formal kann sich hier einen Akkusativkasus tragen:
```
Nach dem Abendessen wurde sich gewaschen.
[
17
]
```

## Verben ohne Passiv
Es gibt verschiedene Unterklassen von Verben, die aus Gründen, die mit ihrer Bedeutung zusammenhängen, keine Passivierung erlauben. Die genannten Einschränkungen beziehen sich dabei auf die oben dargestellten Kernfälle des Passivs; sie gelten oft, aber nicht unbedingt immer für andere passivartige Konstruktionen, die weiter unten dargestellt werden.

### Bei Verben mit zwei Argumenten
Verben, die einen hohen Grad an Transitivität aufweisen, z. B. eine dynamische Situation beschreiben und ein typisches Agens enthalten, sind meist passivierbar. Unter den transitiven Verben, die nicht passivierbar sind, finden sich u. a. folgende Typen:
- Verben die statische Relationen bezeichnen, z. B. enthalten, haben.

```
Die Flasche enthält Wasser.
 → ?? 
Von der Flasche wird Wasser enthalten.

Viele Leute haben Schnupfen.
 → ?? 
Von vielen Leuten wird Schnupfen gehabt.
```

- Verben, deren Nominativsubjekt den Auslöser einer Wahrnehmung und deren Akkusativ- oder Dativobjekt den Wahrnehmenden (Experiencer) bezeichnet, z. B. gefallen, ärgern:

```
Die Schuhe gefallen mir.
 → ?? 
Mir wird von den Schuhen gefallen.

Dieser Fehlschlag ärgert mich.
 → ?? 
Ich werde von diesem Fehlschlag geärgert.
```

Ein Verb wie ärgern ist jedoch passivierbar, wenn das Subjekt eine aktive Person ist, z. B.: Sein großer Bruder ärgert ihn immerzu. → Er wird von seinem großen Bruder immerzu geärgert.
- Eine Einschränkung gilt ferner für reflexive Verben: Ein passiviertes Verb kann niemals eine reflexive Interpretation haben. Beispiel: Das Kind wurde gekämmt verweist auf eine andere Person als ungenannten Agens; der Satz ist nicht deutbar als eine Passivierung von Das Kind kämmte sich. (Hier ist besonders auffällig, dass dieselbe Einschränkung für das sog. Zustandspassiv Das Kind ist gekämmt nicht gilt.)

### Bei Verben mit einem Argument
Intransitive, d. h. genauer gesagt einstellige Verben, die kein Passiv bilden können, sind neben unsystematischen Einzelfällen die Klasse der „unakkusativischen Verben“. Sie fallen häufig dadurch auf, dass ihr Subjekt eine nicht-agentive semantische Rolle trägt und dass sie das Perfekt mit dem Hilfsverb sein statt haben bilden. Ein Beispiel ist das Verb eintreffen:
```
Touristen trafen scharenweise ein.
 → ?? 
Scharenweise wurde eingetroffen.
```

## Das deutsche Passiv als Hilfsverbkonstruktion
Das Passiv wird im Deutschen regulär durch Hilfsverben bezeichnet, es ist aber üblich, den Begriff Konjugation auf diesen Fall auszuweiten, nämlich als „periphrastische Konjugation“. Das Passiv-Hilfsverb wird dabei seinerseits auch konjugiert.
Passivformen werden in der deutschen Grammatik als „Vorgangspassiv“ bezeichnet, wenn sie in genau derselben Weise wie das aktivische Verb im typischen Fall Vorgänge bezeichnen (neben anderen Möglichkeiten allerdings). Der Begriff „Vorgangspassiv“ schließt das „werden-“ und das „bekommen-Passiv“ ein und steht im Kontrast vor allem zum „Zustandspassiv“, das weiter unten separat behandelt wird; diese Konstruktion mit dem Verb sein statt werden ist offenbar keine Hilfsverbkonstruktion.

### Konjugation des Hilfsverbs
Die häufigste Passivform des Deutschen ist die Bildung mit dem Hilfsverb werden. Im Unterschied zu werden als Hilfsverb des Futurs verbindet sich das passivische werden mit einer Verbform, die als Partizip bezeichnet wird, also mit dem Präfix ge- (soweit kein anderes Präfix am Verb vorliegt) und der Endung -t/-n, z. B. wurde ge-mäh-t, wurde zerbroch-en.
Das Hilfsverb werden selbst steht in der Hierarchie der Hilfsverben dem Vollverb am nächsten:
```
…dass die Wiese gemäht + 
werden
 + soll.

…dass die Wiese gemäht + 
worden
 + sein + könnte.
```

Das Passiv-Hilfsverb werden bildet daher auch alle Flexionsformen des deutschen Verbs aus (wiederum anders als das werden zur Markierung des Futurs), d. h. alle Zeitstufen, sowie auch Konjunktiv und alle Infinitivformen.
Das Passivhilfsverb kann so in beliebige andere Hilfsverbkonstruktionen eingebettet werden. Die Perfektform eines werden-Passivs wird dabei immer mit dem Hilfsverb sein gebildet (auch dann, wenn es ein Akkusativobjekt bei sich hat). Die Partizipform, die das Passivhilfsverb selbst im Perfekt annimmt, ist irregulär, da ohne ge-Präfix gebildet. Einige Beispiele:
| Tempus          | Aktiv                        | Passiv                                           |
| --------------- | ---------------------------- | ------------------------------------------------ |
| Präsens         | Sie ruft mich.               | Ich werde von ihr gerufen.                       |
| Präteritum      | Sie rief mich.               | Ich wurde von ihr gerufen.                       |
| Perfekt         | Sie hat mich gerufen.        | Ich bin von ihr gerufen worden.                  |
| Plusquamperfekt | Sie hatte mich gerufen.      | Ich war von ihr gerufen worden.                  |
| Futur           | Sie wird mich rufen.         | Ich werde(Futur) von ihr gerufen werden(Passiv). |
| Futurperfekt    | Sie wird mich gerufen haben. | Ich werde von ihr gerufen worden sein.           |

Auch das bekommen-Passiv wird entsprechend in allen Formen durchkonjugiert, mit dem Unterschied, dass es mit dem Hilfsverb „haben“ ins Perfekt gesetzt wird:
```
Das Spiel 
hat
 Bernie von Helmut 
geschenkt bekommen.

(sowie 
hatte / hätte geschenkt bekommen,
 etc.)
```

### Passiv im Infinitiv
Im Passiv existiert weiterhin eine grammatische Subjektposition, die ggf. nur anders besetzt wird. Im Infinitiv fällt dagegen die grammatische Position für ein Nominativsubjekt weg. Vergleiche:
```
Der Vater hat den Rasen gemäht.

Der Rasen
Nom
 ist gemäht worden.
 (Passiv)

– den Rasen
Akk
 zu mähen
 (Infinitiv)
```

Ein Passiv kann nun auch in den Infinitiv gesetzt werden. Im Ergebnis fällt dann auch noch das Argument weg, das im finiten Satz als abgeleitetes Passivsubjekt erscheinen würde. Beispiel:
```
Das Heu wurde aufgehäuft, 
ohne abtransportiert zu werden.
```

Die Infinitivkonstruktion nach ohne beruht auf dem transitiven Verb abtransportieren (x,y). Hier wurde zum einen durch Passivierung das Agens x entfernt (Ergebnis: „y wurde abtransportiert“) und zum anderen kann das neue Passivsubjekt (y = „das Heu“) aufgrund des Infinitivs nicht im Satz erscheinen. Die infinite Passivkonstruktion des Beispiels hat dadurch gar keine sichtbare Ergänzung mehr.

## Weitere passivähnliche Konstruktionen

### Zustandspassiv
Neben dem Vorgangspassiv aus einer Partizipform mit dem Hilfsverb werden existiert eine ähnlich aussehende Konstruktion, die als Zustandspassiv oder sein-Passiv bezeichnet wird:
```
Die Tür 
wird
 geöffnet.
 (Vorgangspassiv)

Die Tür 
ist
 geöffnet.
  (Zustandspassiv)
```

Die Bedeutung des Zustandspassivs ist meistens die eines Resultatszustandes, der vom zugrundeliegenden Verb abgeleitet ist. Im Beispiel Die Tür ist geöffnet wird der Zustand bezeichnet, der durch das Öffnen herbeigeführt wurde, also wie in Die Tür ist offen, nur dass das Offensein als Folge eines vorherigen Ereignisses präsentiert wird.
In der linguistischen Literatur wird darauf hingewiesen, dass die beiden Konstruktionen nicht parallel sind, sondern dass das Zustandspassiv als eine Konstruktion aufzufassen sei, die das Verb sein in der Funktion der Kopula enthalte, und die Partizipform in der Funktion eines prädikativen Adjektivs (wogegen es sich im Vorgangspassiv um eine infinite Verbform handele). Ein Beleg hierfür ist z. B. das für Adjektive typische Verneinungspräfix un-:
```
Das Paket ist noch ungeöffnet.
```

Die Analyse als Konstruktion aus Kopula + Adjektiv zusammen mit der speziell resultativen Bedeutung macht es möglich, dass beim „Zustandspassiv“ keine Passivierung im engeren Sinn vorliegt, sondern der Fall, dass das adjektivische Partizip ein Produkt eines Wortbildungsvorgangs ist, der Bedeutung und Valenz verändert (ähnlich wie beim Antikausativ, siehe unten).
Andererseits hat das Zustandspassiv auch einige verbale Eigenschaften. Zum Beispiel kann wie im Passiv manchmal ein Agens eingeführt werden, auch wenn diese Möglichkeit nur eingeschränkt vorliegt:
```
Der Kuchen ist von Mutter gebacken.

Das Projekt war von der DFG gefördert.
[
22
]

Allerdings nicht: ??
Die Tür ist vom Lehrer geöffnet.
[
23
]
```

Dies führt dazu, dass manche Autoren das Zustandspassiv doch an die verbale Passivierung anschließen möchten (z. B. Eisenberg 2013).

### Attributive Partizipien
Ein Partizip von der Form, das im Zustandspassiv als Prädikativ dient, kann auch bei einem Substantiv stehen (also als Attribut). Die Form wird landläufig als „Partizip Perfekt Passiv“ bezeichnet. Da hier das Partizip Adjektiv-Flexion trägt, stellt sich die Frage, ob diese Verwendung trotzdem auch als ein Passiv anzusehen ist, da Passiv sonst eine verbale Kategorie ist. Es zeigt sich jedoch, dass attributive Partizipien sogar mehr Eigenschaften mit dem verbalen Passiv gemeinsam haben können als das Zustandspassiv, das Zustandspassiv ist also mehr auf adjektivische Verhaltensweisen eingeschränkt. So sind etwa in attributiver Konstruktion mehr Fälle von Agensangaben und von ereignisbezogenen Modifikatoren möglich:
```
Vorgangspassiv: 
Vom Kellner wurde Wein eingeschenkt.

Attributiv:     
der vom Kellner eingeschenkte Wein.

Zustandspassiv:  ?
 
Der Wein ist vom Kellner eingeschenkt.
```

```
Vorgangspassiv: 
Die Suppe wurde mit dem Löffel (/
 
langsam) gegessen.

Attributiv:     
die mit dem Löffel (/
 
langsam) gegessene Suppe

Zustandspassiv:  ?
 
Die Suppe ist mit dem Löffel (/
 
langsam) gegessen.
```

Hieraus wird geschlossen, dass attributive Passivpartizipien in einem stärkeren Sinn „Mittelwort“ sein und eine Passivkonstruktion enthalten können – allerdings nicht müssen. So gibt es einerseits auch Verwendungen, wo das attributive Partizip Bedeutungseigenschaften hat, die den adjektivischen Eigenschaften des Zustandspassivs gleichen. Andererseits gibt es attributive Partizipien, die von nicht passivierbaren Verben abgeleitet sind und auch keine passivische Funktion haben:
```
der mit großem Krach abgestürzte Raupenschlepper

(=
 
„er ist abgestürzt“, nicht ??„er wurde abgestürzt“)
```

### Modalpassiv
Konstruktionen, die passivischen Charakter mit einer modalen Bedeutung wie „müssen“ oder „können“ verbinden, werden gebildet aus dem Verb sein plus zu-Infinitiv, oder manchmal auch anderen Verben wie z. B. bleiben:
```
Das ist noch zu klären.
 (= muss noch geklärt werden)

Das ist leicht zu klären.
 (= kann leicht geklärt werden)

Das bleibt zu klären.
 (= bleibt als etwas, das geklärt werden muss)
```

Diese Konstruktionen werden auch als modaler Infinitiv bezeichnet, dieser Begriff schließt allerdings auch eine Konstruktion mit haben…zu ein („Man hat etwas zu machen“), die nicht passivisch ist. Die Bezeichnung Modalpassiv wird wiederum manchmal auf weitere modale Konstruktionen ausgedehnt, die Partizipien oder Reflexivmarkierung enthalten („das gehört gemacht“, „das sagt sich leicht“ etc.).
Abgesehen von den obigen Umschreibungen mit Modalverb und Passiv gibt es auch im Verhalten der Konstruktion Anzeichen, dass sie einem Passiv gleichgestellt ist. Die Gemeinsamkeiten mit dem werden-Passiv im Deutschen umfassen:
- Zusetzbarkeit eines Agens mit von: Dieses Feld ist von der Behörde auszufüllen.
- Möglichkeit unpersönlicher Konstruktionen: Ab 22 Uhr ist zu schlafen. (vgl. Ab 22 Uhr wird geschlafen!)
- Blockierung bei großenteils denselben Verben: unakkusativischen Verben (herauszufallen), Besitzverben, psychologischen Verben (sich zu freuen / interessieren), Verben mit Quantitäten als Objekt (dauern, zunehmen).[28] – Es gibt hierbei allerdings Ausnahmen mit Verben, die sonst nicht passiviert werden können, etwa: Das Formular ist am Schalter zu bekommen / Davon ist schwer loszukommen.

Parallel zur attributiven Verwendung des Passivpartizips gibt es auch zum Modalpassiv eine attributive Entsprechung, die die zu-Konstruktion mit der Form des Präsenspartizips verbindet:
```
eine 
leicht zu klärende
 Frage
(= eine Frage, die leicht zu klären ist)
```

Die Frage nach dem grammatischen Bau des Modalpassivs ist Gegenstand von Diskussionen. Es ist verschiedentlich erwogen worden, das Verb sein in der Konstruktion als Hilfsverb oder Kopulaverb einzustufen, oder in den Typ des Modalitätsverbs. Zumindest hinsichtlich der Bedeutung verhält sich die Austauschbarkeit zwischen sein und bleiben analog zu Kopulakonstruktionen. Die modal-passivische Funktion ist anscheinend dem Element zu in Verbindung mit dem Infinitiv zuzuschreiben, denn dies ist das Element das sowohl in der verbalen als auch in der attributiven Konstruktion anwesend ist. Somit wäre eine Mehrdeutigkeit zwischen dieser Form und normalen zu-Infinitiven in anderen Konstruktionen gegeben.

### Kausativ-Passiv
In zusammengesetzten Prädikaten mit dem Kausativverb lassen können Effekte einer Passivierung auftreten. Sie betreffen dann den Teil des Prädikats, der sinngemäß die Ergänzung zu lassen ist.
```
Er lässt einen Fachmann den Wagen reparieren.

Er lässt den Wagen von einem Fachmann reparieren.
```

Diese Konstruktion wird in der Literatur auch als „lassen-Passiv“ bezeichnet, wenngleich nur die Anbindung mit von wie ein Passiv aussieht. Diese Angabe ist wie immer weglassbar, dann bleibt eine reine Infinitivkonstruktion, wie sie auch mit intransitiven und sogar unakkusativischen Verben ohne Weglassung eines Arguments möglich wäre:
```
Er lässt den Wagen reparieren.
Mutter ließ das Schnitzel anbrennen.
```

Ein Unterschied ist allerdings, dass das zweite Beispiel lassen im Sinne von erlauben zeigt („Permissiv“), das erste aber im Sinne von veranlassen („Kausativ“). Ein lassen-Passiv hat meistens nur kausative Bedeutung, und beim kausativen Beispiel fehlt hier tatsächlich ein Argument, sinngemäß das Subjekt zu reparieren.
Das Kausativverb lassen kann mit dem Reflexiv sich zusammenwirken, das zunächst nur als das Objekt des eingebetteten Verbs auftritt, aber auch mit dem Subjekt der gesamten lassen-Konstruktion identisch ist. Dann ergibt sich der Eindruck einer eng gefügten Passivkonstruktion, in der ein Objekt zum Subjekt geworden ist, also so, als ob ein Hilfsverb sich-lassen vorläge, dessen Funktion parallel zu wurde ist:
```
Der Sänger ließ sich (von seinen Verehrerinnen) abküssen.
[
34
]

Vgl.: 
Der Sänger wurde (von seinen Verehrerinnen) abgeküsst.
```

## Abgrenzung zum Antikausativ
Als passivähnliche Konstruktionen wurden oben solche Fälle bezeichnet, wo Passiveffekte entstehen, aber im Zusammenspiel mit anderen Bedeutungskomponenten oder mit Ableitung zu einer anderen Wortart (adjektivisches Partizip). Kennzeichen des Passivs ist dabei immer, dass ein Argument im Satz nicht ausgedrückt, aber inhaltlich aktiv ist und mitverstanden wird.
Vom Passiv zu unterscheiden sind Fälle, wo ein Verb auch noch in Bedeutungsvarianten vorkommt, die grundsätzlich ein Argument weniger haben. Zum Beispiel bilden Verben wie zerbrechen oder öffnen transitive und intransitive Varianten:
```
Das Kind zerbrach die Tasse.
  (Transitives Verb: 
zerbrechen (x,y)
)

Die Tasse zerbrach.
         (Intransitives Verb: 
zerbrechen (y)
)

Peter öffnete die Tür.
    (Transitives Verb: 
öffnen (x,y)
)

Die Tür öffnete sich.
    (Intransitives Verb: 
sich öffnen (y)
 = „Die Tür ging auf.“)
```

Die intransitiven Varianten zerbrechen und sich öffnen werden auch als Antikausativ bezeichnet. Hier gibt es kein mitverstandenes Agens-Argument und es kann auch keines mit „von“ eingeführt werden (also nicht: „?? Die Tasse zerbrach von dem Kind“; der Ausdruck „von selbst“ ist ein anderer Fall).

## Textfunktionen des Aktivs und Passivs

### Aussagen und Befehle
Passivsätze haben auch charakteristische Verwendungen als Aufforderungen, siehe Imperativ (Modus) #Alternativen zum Imperativ in Aufforderungssätzen. Das ungenannte Agens des Passivs entspricht dann der Person, die zu einer Handlung aufgefordert wird (Beispiel: „Jetzt wird aber wieder gearbeitet!“). In aktivischen Aussagesätzen kann ein Befehlscharakter stattdessen durch das Anredepronomen vermittelt werden („Du gehst jetzt bitte wieder an die Arbeit!“).

### Informationsgliederung
Passivierung kann ein Mittel sein, um die Informationsgliederung in einem Satz so zu beeinflussen, dass er besser in einen Textzusammenhang passt. Da durch Passivierung ein zugrundeliegendes Objekt in die Subjektposition geholt werden kann, können durch Passivierung die Rollen von Subjekt und Satzgegenstand zur Deckung gebracht werden, wo sie sich ansonsten auf Subjekt und Objekt verteilen würden. In Sprachen wie dem Englischen, das im Vergleich zum Deutschen über eine relativ starre Wortstellung verfügt, erklären sich viele Passivierungen dadurch, dass das zugrundeliegende Objekt so als Subjekt an den Satzanfang gelangt, wo es als Topik bzw. Satzgegenstand dienen kann. Der deutsche Beispielsatz mit vorangestelltem Akkusativobjekt würde daher im Englischen am besten als Passivsatz übersetzt werden:
```
Deutsch: 
Diesen Text kann man ohne Brille gar nicht lesen.

Englisch: 
This text can’t be read without glasses.
```

Da im Deutschen sowohl ein Akkusativ- als auch ein Dativobjekt durch Passivierung zum Subjekt werden kann, lassen sich hierdurch leicht Satzreihen bilden, bei denen Aussagen mit verschiedenen Verben an dasselbe Subjekt angeschlossen werden können:
```
Er
i
 fuhr zu schnell,
 
–
i
 
wurde von der Polizei angehalten und
 
–
i
 
bekam den Führerschein entzogen.
```

### Perspektivierung
Wenn eine Handlung aus einer „täterbezogenen“ Perspektive beschrieben werden soll, wird das Aktiv gewählt. Passivsätze dagegen nehmen eine „täterabgewandte“ Perspektive ein; ein handelnder Teilnehmer (Agens) wird dann inhaltlich vorausgesetzt, verschwindet aber aus dem Fokus der Beschreibung und wird allenfalls peripher als präpositionale Angabe angefügt. Wer das Aktiv wählt, betont daher den Urheber einer Handlung; wer das Passiv wählt, betont den Vollzug oder das Thema von Prozessen.
Hans-Werner Eroms sieht in manchen Passivsätzen eine erhöhte Vielfalt der Ausdrucksweisen, wodurch dem Variationsgebot der Stilistik entsprochen werden könne, wie in dem Beispiel:
```
„Im Herbst zieht 
man
 sich ins Haus zurück. Die Hochstammrosen 
sind eingepackt
 und zur Erde 
hinuntergebogen,
 und die Veranda 
ist zugeschlossen.
 Vor die Fenster 
werden
 Decken 
gehängt,
 damit 
es
 nicht durch die Ritzen zieht.“ (Walter Kempowski, Aus großer Zeit)
```

Hier ermöglicht eine Kombination von Zustands- und Vorgangspassiv im Zusammenspiel mit bestimmten Aktivsätzen, die ebenfalls das Subjekt nicht näher beschreiben (man oder unpersönliches es als Subjekt) die Darstellung unterschiedlicher Perspektiven: Zu einer bestimmten Jahreszeit zieht man sich im Allgemeinen ins Haus zurück; bereits abgeschlossene Vorbereitungen im Garten verdeutlicht das Zustandspassiv, während das Vorgangspassiv die im Haus stattfindenden Maßnahmen als noch andauernd hervorhebt.

### Stilistische Wirkung
Da das Agens (die handelnde Person) durch Verwendung des Passivs ungenannt bleiben kann, kann eine Aussage dadurch objektiver, neutraler, allgemeingültiger oder bedeutender erscheinen. (Zu allgemeingültigen Passivsätzen siehe auch unter Passiv in generischen Aussagen). Passivsätze waren im Kanzleideutsch und sind nach wie vor in der Behördensprache, aber auch in der Wissenschaftssprache häufig.
In der gesprochenen Umgangssprache überwiegen die Aktivsätze bei weitem. Stilistisch spricht für Aktivsätze die stärkere Lebendigkeit und Präsenz der Aussage und der Umstand, dass die Leser erfahren, wer die handelnden Personen sind. Der Journalist Wilfried Seifert spitzte den Unterschied zwischen Aktiv und Passiv so zu:
„‹Sie werden in Kenntnis gesetzt›, das ist Papier. ‹Ich aber sage euch›, das ist die Bergpredigt.“
Nach Wolf Schneider ist das Passiv häufig „der Fluchtweg eines Schreibers, der die handelnden Personen nicht in Erfahrung bringen konnte.“
Der Schriftsteller Ralf Isau plädiert ebenfalls fürs Aktiv:
„Es liegt in der Natur des Menschen, sich von aktiven Worten ansprechen und mitreißen zu lassen. Im geschriebenen Wort beflügelt die Aktivform das Lesen. Sie bringt Schwung in den Text, während das weniger anschauliche Passiv den Leser ausbremst.“
(Die hier enthaltene Formulierung „sich von Worten ansprechen zu lassen“ ist eine passivische Konstruktion.)